# Davidlloydita
La davidlloydita és un mineral de la classe dels fosfats, que pertany al grup de la hopeïta. Rep el nom en honor de David Lloyd (24 de març de 1943), un destacat col·leccionista de minerals que va ser motor principal en la reobertura de la mina de Tsumeb per a la recollida de minerals, i que ha fet contribucions significatives a la mineralogia a través de extensa col·lecció de camps a moltes localitats de les Illes Britàniques.

## Característiques
La davidlloydita és un arsenat de fórmula química Zn₃(AsO₄)₂(H₂O)₄. Va ser aprovada com a espècie vàlida per l'Associació Mineralògica Internacional l'any 2011, i la primera publicació data del 2012. Cristal·litza en el sistema triclínic. És l'anàleg amb arsènic de la parahopeïta.

## Formació i jaciments
Va ser descoberta a la mina Tsumeb, situada a la localitat de Tsumeb, a la regió d'Otjikoto (Namíbia). Es tracta de l'únic indret de tot el planeta on ha estat descrita aquesta espècie mineral.